# Christmas Kisses
Christmas Kisses é o extended play de estreia da cantora e compositora estadunidense Ariana Grande, lançado em 13 de dezembro de 2013 na maior parte do mundo  e em 17 de dezembro nos Estados Unidos, como uma coleção festiva de covers de músicas natalinas clássicas.
Em 3 de dezembro de 2014, a edição especial japonesa foi lançada, atingindo o número 25 na tabela musical Oricon Albums Chart. A edição japonesa inclui uma nova faixa, "Santa Tell Me", lançada em 24 de novembro de 2014 como o quinto single do extended play.

## Antecedentes e promoção
Em 6 de novembro de 2013, Grande anunciou no Twitter que iria lançar uma nova música a cada semana que antecede o Natal, começando com o cover de "Last Christmas" de Wham!: "Estou lançando músicas novas para o Natal! Uma nova música a cada semana como uma contagem regressiva para as férias, começando em 19 de novembro. Animada por compartilhá-las com vocês! A primeira música é #LastChristmas em 19 de novembro. Não posso esperar para que vocês a escutem! Terão [músicas] originais também! Espero que vocês amem a música."
"Last Christmas" foi lançada como um single e teve resenhas positivas e foi aclamado pela crítica musical por ser uma "volta ao R&B" do clássico de natal. Na última semana de novembro, Grande lançou uma música original de natal, "Love Is Everything" e foi revelado que o EP Christmas Kisses poderia ser lançada no final do mês. Na primeira semana de dezembro, outra música original foi lançada, "Snow in California", sendo seguida pelo cover do clássico de 1953 "Santa Baby", um dueto com Liz Gillies.
Em novembro de 2014, Grande anunciou que lançaria uma edição especial do EP no Japão. A versão japonesa incluiria uma nova faixa, "Santa Tell Me", lançada em 24 de novembro do mesmo ano, como um single original de natal na América e o quinto single de Christmas Kisses. A canção foi escrita por Grande, Savan Kotecha e  Ilya Salmanzadeh, alcançando a 42ª posição no Billboard Hot 100 e 68ª posição no UK Singles Chart.
Em 5 de dezembro, a edição especial japonesa foi lançada no iTunes. O CD foi lançado em 3 de dezembro, dois dias antes de ser lançado em digital download. Ele alcançou a 25ª posição no Oricon Albums Chart, tornando-se o terceiro álbum de Grande presente nessa parada.

### Performances ao vivo
Antes do lançamento do EP de Natal, Grande fez uma série de apresentações, entre elas na 87ª Macy's Thanksgiving Day Parade, na transmissão Rockefeller Center Christmas Tree da NBC New York, na KIIS-FM Jingle Ball no Staples Center em Los Angeles e no evento Jingle Ball da Z100 na Madison Square Garden em NY. Ela também cantou no Dick Clark's New Year's Rockin' Eve, com Big Sean e Mac Miller.

## Lista de faixas
| N.º | Título                                  | Compositor(es)                                                                                   | Produtor(es)               | Duração |  |
| 1.  | "Last Christmas"                        | George Michael                                                                                   | Mark Hammond               | 3:24    |  |
| 2.  | "Love Is Everything"                    | Ariana Grande Khristopher Riddick-Tynes Leon Thomas III Kenneth "Babyface" Edmonds Antonio Dixon | The Rascals Babyface Dixon | 3:33    |  |
| 3.  | "Snow in California"                    | Grande Riddick-Tynes Thomas III Edmonds Dixon                                                    | The Rascals Babyface Dixon | 3:27    |  |
| 4.  | "Santa Baby" (com part. de Liz Gillies) | Joan Javits Philip Springer Tony Springer                                                        |                            | 2:51    |  |

| Relançamento japonês de 2014 |                 |                                       |              |         |  |
| N.º                          | Título          | Compositor(es)                        | Produtor(es) | Duração |  |
| 5.                           | "Santa Tell Me" | Grande Savan Kotecha Ilya Salmanzadeh | Ilya         | 3:24    |  |

## Desempenho nas tabelas musicais

### Posições
| Tabela musical (2014) | Melhor posição |
| --------------------- | -------------- |
| Japão (Oricon)        | 25             |